# Ціна поділки шкали

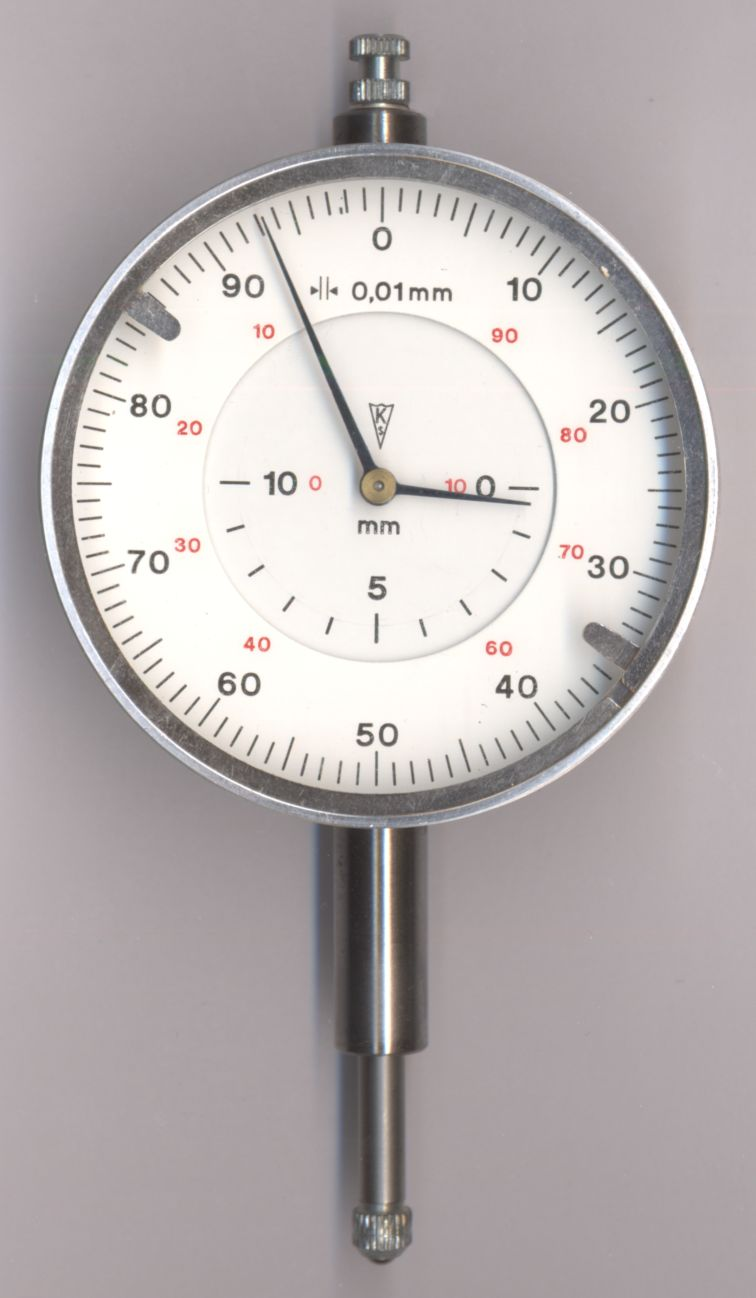
Шкали індикатора годинникового типу з цінами поділки 0,01 мм (велика) і 1 мм (мала)

Ціна́ по́ділки шкали́ аналогового вимірювального приладу — різниця значень вимірюваної величини, що відповідає двом сусіднім позначкам шкали.
Приклад. Якщо наконечник індикатора годинникового типу перемістити на 0,01 мм, то стрілка зміститься на одну поділку великої кругової шкали, отже, ціна поділки становить 0,01 мм (див. рисунок).
Ціна поділки залежить від верхньої і нижньої межі вимірювання приладу і від числа поділок шкали. Особливо це треба мати на увазі тоді, коли використовується при вимірюванні прилад, в якого верхня межа вимірювань має декілька значень.
Величина, обернена до ціни поділки приладу, називається чутливістю приладу. Чутливість приладу визначається відношенням збільшення кутового або лінійного переміщення покажчика приладу в градусах, міліметрах або просто в поділках шкали до відповідного збільшення тієї величини, що вимірюється.
В цифрових вимірювальних приладах (приладах з цифровим табло) метрологічною характеристикою, що замінює ціну поділки шкали, є  дискретність відліку.